# Copa Colsanitas 2003
Il Copa Colsanitas 2003 è stato un torneo di tennis giocato sulla terra rossa. È stata la 6ª edizione del Copa Colsanitas, che fa parte della categoria Tier III nell'ambito del WTA Tour 2003. Si è giocato al Club Campestre El Rancho di Bogotà in Colombia, dal 17 al 23 febbraio 2003.

## Campionesse

### Singolare
Fabiola Zuluaga hanno battuto in finale  Anabel Medina Garrigues con il punteggio di 6–3, 6–2

### Doppio
Katarina Srebotnik /  Åsa Svensson hanno battuto in finale  Tina Križan /  Tetjana Perebyjnis con il punteggio di 6–2, 6–4